# Erika Reihlen
Erika Reihlen, geb. Niebuhr, (* 2. August 1936 in Brühl bei Köln) ist Zahnärztin und Medizinaldirektorin und Inhaberin zahlreicher gesellschaftspolitischer Ämter. Von 1991 bis 1993 war sie Präsidentin des Deutschen Evangelischen Kirchentages. Sie lebt in Berlin.

## Leben und Wirken
Erika Reihlen machte im Jahre 1956 das Abitur und nahm dann das Studium der Zahnmedizin in Köln und Freiburg auf. Sie wurde zum Dr. med. dent. promoviert.
Nach einer Familien- und Erziehungszeit (Ehefrau und Mutter von drei Kindern) und vielerlei ehrenamtlichen Engagements trat sie 1976 in den Gesundheitsdienst ein und wurde Zahnärztin für Öffentliches Gesundheitswesen.
Im Jahre 1981 wurde sie Leiterin des Zahnärztlichen Dienstes in Berlin-Steglitz und erhielt 1984 die Ernennung zur Medizinaldirektorin.
Von 1985 bis 1989 war Erika Reihlen stellvertretende Vorsitzende der Arbeitsgemeinschaft Kinderzahnheilkunde und Prophylaxe.
Erika Reihlen war verheiratet mit Helmut Reihlen, dem ehemaligen Direktor des Deutschen Instituts für Normung (DIN).

## Sonstige Funktionen
Erika Reihlen war u. a. Mitglied im Vorstand des Frauenprojektevereins BORA e. V. in Berlin, Präsidentin des Deutschen Evangelischen Kirchentages (1991–1993) und Vorsitzende des Kuratoriums der Evangelischen Akademie Berlin-Brandenburg.

## Ehrungen
2006 erhielt Erika Reihlen 
- die Johann-Hinrich-Wichern-Plakette des Diakonischen Werkes der Evangelischen Kirche Berlin-Brandenburg-schlesische Oberlausitz.[1]

## Werke
Erika Reihlen ist Autorin einzelner Beiträge sowie Mitautorin von Werken der Gesundheitsprophylaxe in der Zahnmedizin u. a.